# Bekilli (district)
Bekilli is een Turks district in de provincie Denizli en telt 8.691 inwoners (2007). Het district heeft een oppervlakte van 252,7 km².
De bevolkingsontwikkeling van het district is weergegeven in onderstaande tabel.
| 1997   | 2000   | 2007  |
| ------ | ------ | ----- |
| 14.035 | 10.577 | 8.691 |